# جيوفري روبرتسون
جيوفري روبرتسون (بالإنجليزية: Geoffrey Robertson)‏ هو قاضي ومحام بالقضاء العالي ومحامي أسترالي، ولد في 30 سبتمبر 1946 في سيدني في أستراليا.

## وصلات خارجية
- الموقع الرسمي
- جيوفري روبرتسون على موقع IMDb (الإنجليزية)
- جيوفري روبرتسون على موقع قاعدة بيانات الفيلم (الإنجليزية)